# Marcela Vidal
Marcela Vidal Maldonado (Linares, 8 de noviembre de 1974) es una académica, investigadora y herpetóloga chilena. Actualmente es Profesora titular en la Facultad de Ciencias de la Universidad del Bío-Bío en Chillán. Investigadora en la enseñanza de las ciencias. Es Directora Académica (2022-2025) y actualmente Presidenta de la Junta Directiva de la Universidad del Bío-Bíoy es líder del Nodo de Gestión del Cambio y Liderazgo Femenino del proyecto Ciencia para la Innovación 2030 Consorcio Sur-Subantártico (Ci2030)
Es reconocida como una de las mayores expertas en reptiles en Chile. En esta línea, fue coeditora del libro Herpetología de Chile, fue precursora de lo que es la actual Red Chilena de Herpetología, ha dirigido proyectos de investigación y difusión científica dedicados a anfibios y reptiles nativos y endémicos en Chile, y en 2020 comenzó su actividad creando contenido audiovisual en Youtube.

## Biografía
Marcela Vidal nació en 1974 en Linares, pero vivió mayormente en Talcahuano y Concepción donde realizó sus estudios primarios y posteriormente secundarios en el Liceo de Niñas de Concepción. Es nieta del periodista y poeta Samuel Maldonado Silva, consejero y fundador del Colegio de Periodistas del Maule. Tiene una hija.
En 1998 se licencia como profesora de Biología y Química de la Universidad de Concepción, donde comienza a enfocar su campo de trabajo en la herpetología y desarrolla su interés en los reptiles; es en la misma universidad donde realizó su magíster de Ciencias con mención en Zoología en la Facultad de Ciencias Naturales y Oceanográficas, obtiene su grado en 2002 realizando estudios morfológicos, cromosómicos e isoenzimáticos de la especie Liolaemus tenuis.
En 2003 se traslada a Santiago para realizar su doctorado en Ecología y Biología Evolutiva, dictado por la Facultad de Ciencias de la Universidad de Chile. Su tesis de doctorado centró sus estudios en la especie Liolaemus pictus del Archipiélago de Chiloé. Obtiene el grado en 2007.
Entre 2009 y 2011 realizó su primer postdoctorado en el laboratorio de Herpetología de la Universidad de Concepción, dedicado a la filogeografía comparativa de las especies de reptiles presentes en el Archipiélago de Chiloé. Su segundo postdoctorado sobre «Fortalecimiento académico del Departamento de Ciencias Básicas de la Universidad del Bío-Bío en el área de la Ecología» que lo inicia en 2010 en la Facultad de Ciencias de la Universidad del Bío-Bío en Chillán. Obtiene su grado en 2013.

## Carrera profesional

### Academia
Con 20 años de docencia universitaria, actualmente es Profesora Titular del Departamento de Ciencias Básicas en la Facultad de Ciencias de la Universidad del Bío-Bío en Chillán. Ha dirigido cerca de 40 tesis de pregrado y postgrado y participado en 17 proyectos de investigación.
Es socia de la Sociedad Chilena de Evolución, de la Sociedad de Ecología de Chile, desde 2010 de la Red Chilena de Herpetología, es además socia de la Asociación Red de Investigadoras de Chile.
Fue nombrada como Jefe de Carrera de Ingeniería en Recursos Naturales en la Universidad del Bío-Bío durante el periodo 2010-2012. Durante este tiempo trabajó en la implementación de esta carrera; y también es profesora de claustro del Magíster en Ciencias Biológicas; fue directora del grado entre 2014 y 2019.[cita requerida]

### Divulgación científica
La Dra. Vidal ha realizado desde 2011 más de 40 charlas educativas en establecimientos educacionales rurales y urbano ubicadas en localidades como Llollinco, Chillán, Coihue, La Montaña, Isla Mocha, Bulnes, Talca, Trehuaco, Antofagasta, Taltal, San Carlos, Cauquenes, Santiago, entre otras; estas charlas han tenido un enfoque educando sobre temas de conocimiento general de anfibios y reptiles del país, conservación de especies, cambio climático y post verdad en ciencias.
Durante los eventos del estallido social en Chile de 2019-2020 y el plebiscito nacional de Chile de 2020, en 2020 fue parte de una carta firmada que busca «[...] un nuevo modelo de producción de conocimiento en Chile».
En 2020 comenzó su actividad creando contenido audiovisual en Youtube.

## Investigación

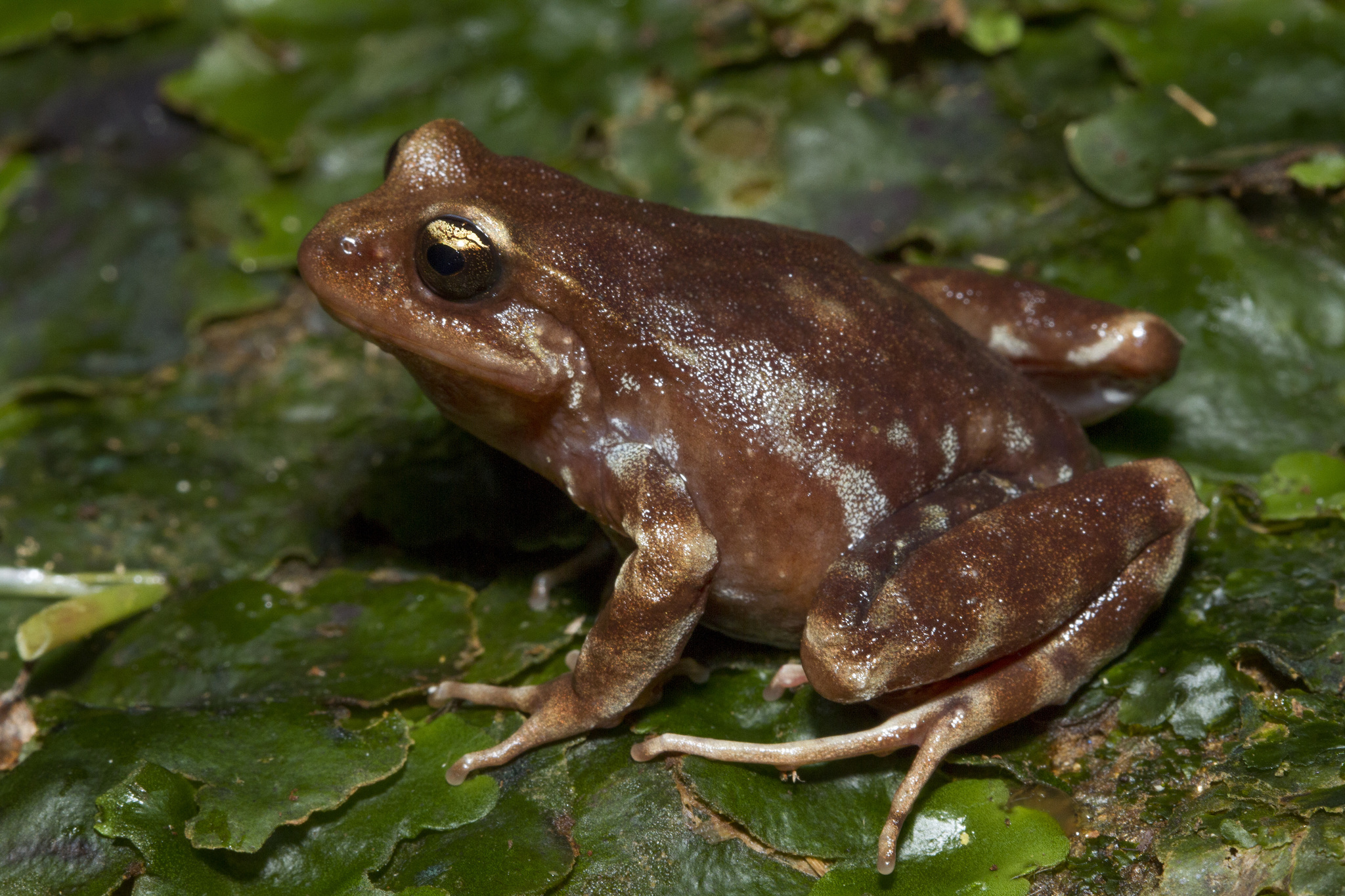
Ejemplar de Eupsophus migueli cerca de Cuyinhue, actualmente en peligro de extinción (2020).

La doctora Vidal ha dedicado su carrera al estudio morfológico, genético, ecofisiológico y de conservación en anfibios y reptiles del país.
Ha desarrollado actividades de estudios de variación geográfica de Liolaemus pictus en el Archipiélago de Chiloé, así como la comparación filogeográfica en la misma región; ha trabajado con ejemplares del género Atelognathus en Chile, así como estudios de la distribución espacial y biogeografía del género Microlophus. En 2013 realizó una investigación sobre Eupsophus insularis en Isla Mocha y su prevalencia ante quitridiomicosis. En 2012 trabajó en un proyecto que buscaba velar por la preservación de la rana chilena Calyptocephalella gayi.
Desde 2015 se encuentra en desarrollo un trabajo de investigación en el cual se determina cuáles son los efectos del cambio climático sobre los anfibios chilenos, en particular cómo las enfermedades emergentes, cambio de uso de la tierra y calentamiento climático afectarán a las poblaciones.
Entre 2017 y 2019 participa en el proyecto de conservación de Eupsophus insularis, Eupsophus migueli e Insuetophrynus acarpicus y el desarrollo e implementación de una Alianza Nacional para la una estrategia de cero extinción en Chile, financiado con un fondo GEF, en conjunto con el Programa de las Naciones Unidas para el Medio Ambiente, la Red Chilena de Herpetología y la American Bird Conservancy.A la fecha, desarrolla proyectos diversos y algunos de ellos asociados al Centro de Estudios Ñuble de su propia universidad.

## Distinciones
Entre los años 2005 y 2010, fue considerada como una de las autoras más prolíficas especialistas en herpetología chilena. Fue destacada en 2019 como una de las herpetólogas más destacadas dentro de Chile.
A inicios de 2020, recibe un reconocimiento de la Red Chilena de Herpetología por impulsar junto con la Dra. Helen Díaz-Páez el inicio de los congresos y la asociación de la especialidad. En el X Congreso Chileno de Herpetología realizado durante 2020, en uno de los simposios —"Mujer en Ciencia y Herpetología"— la Dra. Vidal fue reconocida por su trabajo y ser una referente de la herpetología en Chile.
En marzo de 2023, durante la conmemoración del Día Internacional de la Mujer, expuso la charla "La historia invisible de la mujer universitaria"a la comunidad universitaria de la Universidad del Bío-Bío que fue transmitida por YouTube.
En marzo de 2023 fue reconocida por el Museo de Historia Natural de Concepción por sus aportes a la investigación en anfibios y reptiles en Chile en la exposición "Mujeres que inspiran en la ciencia: Marcela Vidal" con una exposición al público de un mes de difusión.
En abril de 2023 fue reconocida por el Museo Marta Colvin de la Universidad del Bío-Bío por sus aportes a la investigación científica en la exposición "Mujeres que inspiran en ciencias: Marcela Vidal" con una exposición al público de un mes de difusión.
En marzo de 2024 recibió un reconocimiento regional desde la Delegación Presidencial en Ñuble por sus aportes en la academia y la investigación.

## Publicaciones seleccionadas
La doctora Vidal ha escrito dos libros, siete capítulos de libros y ha participado en variadas publicaciones científicas ISI.

### Libros y capítulos
- Vidal Maldonado, Marcela Alejandra; Labra Lillo, Antonieta, eds. (2008). Herpetología de Chile. Santiago, Chile: Science Verlag. ISBN 978-956-319-420-3.
  - Vidal, M. A. (2008). «Biogeografía de anfibios y reptiles». Herpetología de Chile. Santiago, Chile: Science Verlag. p. 195-231. ISBN 978-956-319-420-3.
- Lobos, Gabriel; Vidal, Marcela; Correa, Claudio; Labra, Antonieta; Díaz-Páez, Helen; Charrier, Andrés; Rabanal, Felipe; Díaz, Sandra et al. (2013). Anfibios de Chile, un desafío para la conservación. Ministerio del Medio Ambiente. ISBN 978-956-7204-46-5. OCLC 876846336. Consultado el 22 de agosto de 2020.

### Publicaciones científicas
Esta es una lista de los trabajos científicos más citados de la investigadora; para revisar el listado completo revisa el perfil de la investigadora en Google Scholar.
- Moreno, Rodrigo A.; Hernández, Cristian E.; Rivadeneira, Marcelo M.; Vidal, Marcela A.; Rozbaczylo, Nicolás (2006-04). «Patterns of endemism in south-eastern Pacific benthic polychaetes of the Chilean coast». Journal of Biogeography (en inglés) 33 (4): 750-759. ISSN 0305-0270. doi:10.1111/j.1365-2699.2005.01394.x. Consultado el 22 de agosto de 2020.
- Lamborot, Madeleine; Vidal, Marcela; Ramírez, Claudio; Ortiz, Juan Carlos (2005). «Intraspecific variation in morphology and sexual dimorphism in Liolaemus tenuis (Tropiduridae)». Amphibia-Reptilia 26 (3): 343-351. ISSN 0173-5373. doi:10.1163/156853805774408658. Consultado el 22 de agosto de 2020.
- Sepúlveda, Maritza; Vidal, Marcela A.; Fariña, José M.; Sabat, Pablo (2008-04). «Seasonal and geographic variation in thermal biology of the lizard Microlophus atacamensis (Squamata: Tropiduridae)». Journal of Thermal Biology (en inglés) 33 (3): 141-148. doi:10.1016/j.jtherbio.2007.07.002. Consultado el 22 de agosto de 2020.
- Soto, Eduardo; Vidal, Marcela; Veloso, Alberto (2009). «Biogeography of Chilean herpetofauna: distributional patterns of species richness and endemism». Amphibia-Reptilia 30 (2): 151-171. ISSN 0173-5373. doi:10.1163/156853809788201108. Consultado el 22 de agosto de 2020.
- Benítez, Hugo Alejandro; Vidal, Marcela; Briones, Raúl; Jerez, Viviane (12 de julio de 2010). «Sexual dimorphism and morphological variation in populations of Ceroglossus chilensis (Eschscholtz, 1829) (Coleoptera, Carabidae)». Journal of the Entomological Research Society (en inglés) 12 (2): 87-95. ISSN 2651-3579. Consultado el 22 de agosto de 2020.
- Cox, N., Young, B.E., Bowles, P. et al. A global reptile assessment highlights shared conservation needs of tetrapods. Nature 605, 285–290 (2022). https://doi.org/10.1038/s41586-022-04664-7
- G Lobos, G Tapia, C Sagredo, M Vidal 2023. Food web of Mocha Island (Chile) reveals the interaction between the invasive Rattus rattus and the endemic anuran Eupsophus insularis. Biological Invasions 25 (1), 7-15.https://doi.org/10.1007/s10530-022-02905-4
- MA Vidal, EL Rezende, LD Bacigalupe 2024. Intra and interspecific variation in thermal performance and critical limits in anurans from southern Chile. Journal of Thermal Biology 121, 103851 https://doi.org/10.1016/j.jtherbio.2024.103851